# Sny o štěstí (Vrchlický)
Sny o štěstí – tomik poetycki czeskiego poety i dramaturga Jaroslava Vrchlickiego, opublikowany w 1876. Utwory składające się na tomik różnią się pod względem formalnym. Obok prostych strof czterowersowych poeta wykorzystał między innymi strofę spenserowską.

Slyš! rány biče, zvonků souzvuk hravý
jak vesele zní do chmurného rána;
to naše trojka bůh ví kde se staví,
jak o závod by divým větrem hnána.
Hle, kolem stromy jak duhová brána!
Jak slunce kmitne rouškou mlhotkanou,
hned každá snět rubíny obsypána,
ty v svitu jeho v barvách duhy planou
a roztavené jím jak slzy s větví kanou.